# Elektrický proud v kapalinách

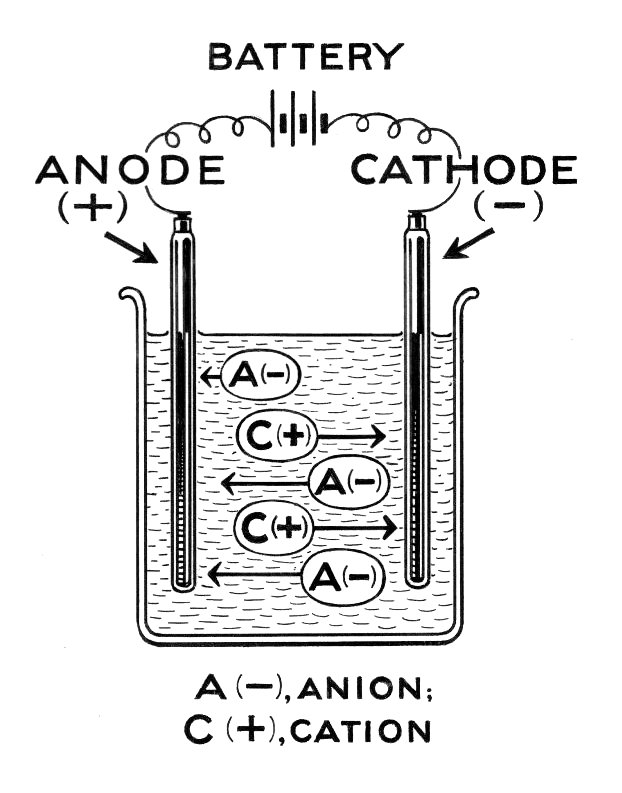
Elektrický proud v kapalinách - uspořádaný pohyb aniontů a kationtů v elektrolytu

Elektrický proud v kapalinách je uspořádaný pohyb volných částic s elektrickým nábojem prošlých za jednotku času. V kapalinách jsou nosiči elektrického proudu ionty. Elektricky vodivá kapalina se nazývá elektrolyt.
Podstata vedení elektrického proudu kovovými vodiči a elektrolyty není stejná. V kovových vodičích vzniká elektrický proud usměrněným pohybem elektronů a v elektrolytech usměrněným pohybem iontů. Další rozdíl je v tom, že kovový vodič se průchodem proudu nemění (vodič I. třídy) a elektrolyt se průchodem proudu rozkládá (vodič II. třídy).
Elektrolyt je tvořen látkou, která má schopnost se při rozpouštění štěpit na elektricky nabité ionty. Tento proces se nazývá elektrolytická disociace. Ve slabém elektrolytu většina rozpuštěné látky nedisociuje, zatímco v silném elektrolytu disociuje většina rozpuštěné látky za vzniku volných iontů. Nejběžnějším rozpouštědlem je voda a nejběžněji tvoří elektrolyty soli, které mají iontovou vazbu tvořenou kationty a anionty. Elektrolyt lze proto použít jako elektricky vodivé médium.
Elektrický proud v elektrolytu vzniká tehdy, pokud jsou do něj ponořeny dvě elektrody, mezi kterými je elektrické napětí. Tím dojde k pohybu kladných iontů (kationtů) k záporné elektrodě (katodě) a záporných iontů (aniontů) ke kladné elektrodě (anodě). Velikost proudu závisí na napětí mezi elektrodami a na množství volných iontů v elektrolytu.
Elektrolýza je proces, který nastává průchodem elektrického proudu elektrolytem mezi kladnou a zápornou elektrodou. Při tomto procesu dochází v elektrolytu k chemickým změnám. Tento jev se využívá k výrobě některých chemických látek nebo v akumulátorech. Naopak samovolné chemické reakce mezi elektrolytem a elektrodami se používá v galvanických článcích.

## Základní pojmy

### Elektrolytická disociace

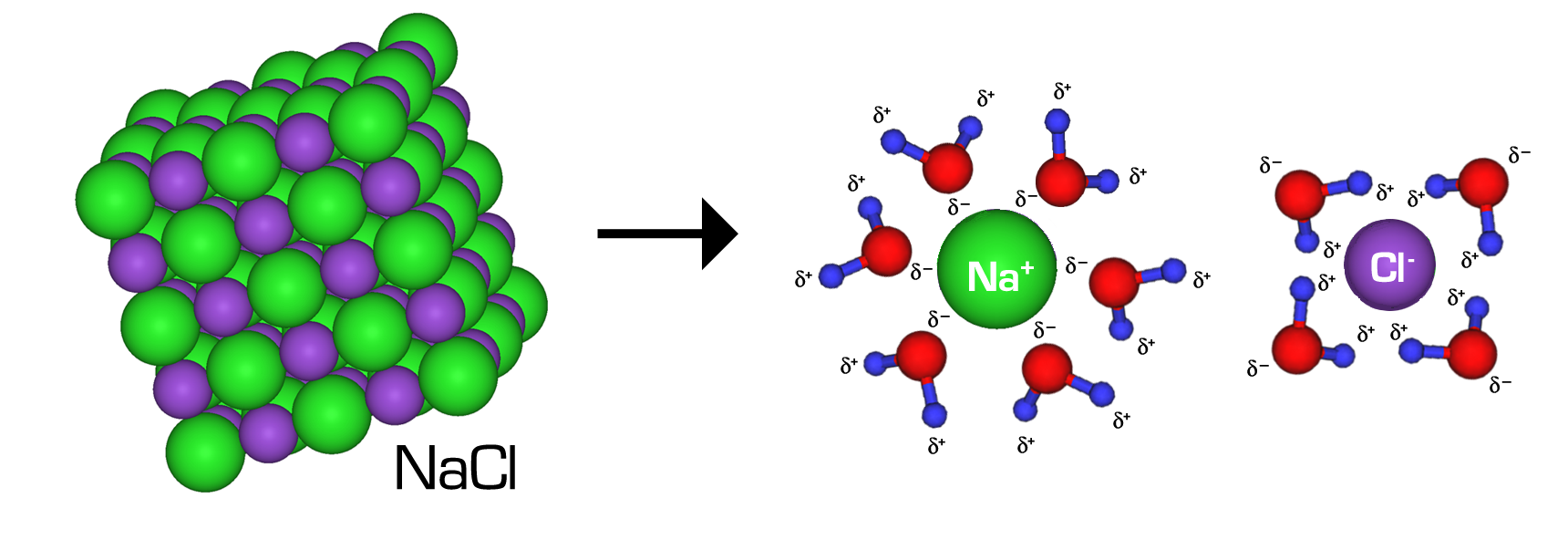
Disociace NaCl ve vodě

Elektrolytická disociace je reverzibilní rozpad chemické sloučeniny na anionty a kationty v rozpouštědle (například soli ve vodě). Ionty jsou pak obklopeny rozpouštědlem a volně se pohybují. Takové roztoky se nazývají elektrolyty a mají schopnost vést elektrický proud.
V pravých nebo trvalých elektrolytech jsou ionty již přítomny v pevném stavu (iontová mřížka). Například v případě pevné kuchyňské soli NaCl jsou ionty Na+ a Cl− přítomny již v mřížce. Při rozpouštění soli ve vodě vznikají volně se pohybující ionty:
NaCl → Na+ + Cl–
V potenciálních elektrolytech nejsou v čistých látkách ionty a iontové vazby, jsou to nevodiče. Když se tyto čisté látky rozpustí v rozpouštědle, chemickou reakcí mezi rozpuštěnou látkou a rozpouštědlem se vytvoří ionty. Předpokladem pro takovou reakci je polární vazba mezi částicemi rozpouštěné látky a polárním rozpouštědlem. Pokud se například do vody přidá čistá kyselina octová, vytvoří se kationty a anionty:
CH3COOH + H2O ↔ CH3COO− + H3O+
Míra disociace je určena disociační konstantou - poměrem disociované a nedisociované formy pro danou koncentraci.

### Elektrolyt
Elektrolyt je kapalina (roztok) obsahující volné nabité částice - ionty. Ty v kapalině vznikají především disociací molekul na kladné a záporné ionty při rozpuštění látky v kapalině nebo při vytvoření dostatečně silného elektrického pole v kapalině (disociační napětí). Příprava roztoku elektrolytu může spočívat v pouhém rozpuštění látky s již existujícími ionty nebo v chemické reakci, při které se ionty vytvářejí.
Slabý elektrolyt je látka, jejíž roztok obsahuje pouze malý počet iontů. Silný elektrolyt je látka, jejíž roztok obsahuje většinou velký počet iontů.
Elektrolyty vytvářejí především sole, což jsou chemické sloučeniny s iontovou vazbou mezi kationty a anionty. Disociací solí v roztoku (nejčastěji ve vodě) dochází ke vzniku volných kationtů a aniontů. Jednotlivé složky solí mohou být organické nebo anorganické, jednoatomové nebo víceatomové.

### Elektrolýza

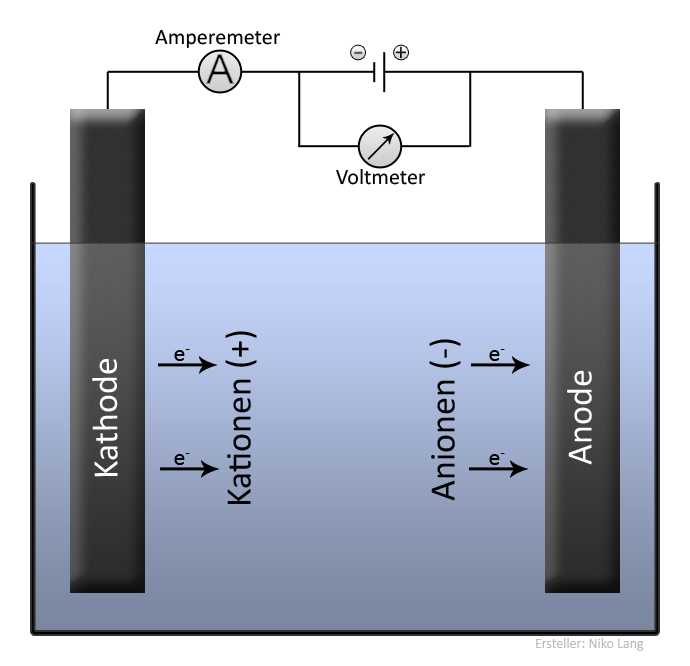
Obecný princip elektrolýzy

Elektrolýza je fyzikálně-chemický proces způsobený průchodem stejnosměrného elektrického proudu kapalinou, při kterém dochází k pohybu kladných iontů (kationtů) k záporné elektrodě (katodě) a záporných iontů (aniontů) ke kladné elektrodě (anodě). Na elektrodách pak může docházet k chemickým reakcím – mezi ionty a elektrodou, mezi ionty samotnými nebo mezi ionty a kapalinou.
Velikost proudu závisí na napětí mezi elektrodami a na množství volných iontů v elektrolytu. Zvýšená koncentrace iontů u elektrod má za následek vznik polarizačního napětí. Toto napětí má opačnou polaritu než napětí mezi elektrodami a působí tak proti němu. Aby elektrolytem protékal elektrický proud, musí být vnější napětí větší než polarizační napětí.
Elektrolýza má velké využití ve výrobě chemických látek a mnoha průmyslových odvětvích:
- metalurgie
- elektrolytické čištění kovů
- galvanické pokovování
- polarografie - elektrochemická analytická metoda
- vylučování vodíku při elektrolýze vody - perspektivní ekologicky čistý zdroj energie